# Ремхінген
Ремхінген (нім. Remchingen) — громада в Німеччині, знаходиться в землі Баден-Вюртемберг. Підпорядковується адміністративному округу Карлсруе. Входить до складу району Енц.
Площа — 24,06 км2. Населення становить 11 979 ос. (станом на 31 грудня 2020).